# یواس‌اس او-۳ (اس‌اس-۶۴)
یواس‌اس او-۳ (اس‌اس-۶۴) (به انگلیسی: USS O-3 (SS-64)) یک زیردریایی بود که طول آن ۱۷۲ فوت ۴ اینچ (۵۲٫۵۳ متر) بود. این زیردریایی در سال ۱۹۱۷ ساخته شد.